# 谷福美
谷 福美（たに ふくみ、1959年8月23日 - ）は、北海道恵庭市出身の女子プロゴルファー。

## 来歴
父はレッスンプロの谷喜三彦。妹の里美・明美もプロゴルファー。1981年にプロテストに合格し、87年6月のダンロップレディスオープンゴルフで初優勝。88年の日本女子オープンゴルフ選手権競技、89年の日本女子プロゴルフ選手権大会も制し、15年間のシード権を獲得。賞金ランキングも89年の3位を最高に、87年から90年まで4年連続でトップ10入りした。90年代後半以降は不調に苦しみ、2004年にシニアに転向。現在はレッスンプロもつとめる。

## プロフィール
- 身長：164 cm
- 体重：58 kg
- 血液型：B型
- 出身校:恵庭南高
- 所属:サントリー→フリー
- ゴルフ歴：1978年 鶴舞CC
- LPGA入会：1981年8月1日（40期生）
- ホールインワン：7回